# ایدا تاربل
ایدا تاربل (انگلیسی: Ida Tarbell؛ زاده ۵ نوامبر ۱۸۵۷ درگذشته ۶ ژانویهٔ ۱۹۴۴) یک معلم، پدیدآورنده و روزنامه‌نگار اهل ایالات متحده آمریکا بود.
پژوهشگر مجله مک‌کلور که مجموعه گزارش‌های تحقیقی او دربارهٔ شرکت استاندارد اویل معروف است.